# Clericis laicos
Clericis laicos je papeška bula, ki jo je napisal papež Bonifacij VIII. 25. februarja 1296.
S to bulo je papež ukazal, da rimskokatoliški veljaki ne smejo plačevati nobenih dajatev in davkom pripadnikov civilne oblasti, če to prej ne odobri papež. To je veljalo za področja sekularnih držav, predvsem Francijo in Anglijo.